# 佐々木登
佐々木 登（ささき みのる、1893年1月1日 - 1961年4月27日）は、日本の陸軍軍人。最終階級は陸軍中将。

## 経歴
広島県出身。旧制修道中学校（現：修道中学校・高等学校）を経て、1914年5月、陸軍士官学校（26期）を卒業、同年12月、騎兵少尉に任官し騎兵第5連隊付となる。1923年11月、陸軍大学校（35期）を優等で卒業。
騎兵第5連隊中隊長、陸軍省軍務局課員、ポーランド・ソ連駐在、軍務局課員、陸大専攻学生、陸大教官兼参謀本部員、第3師団参謀、農林省馬政局資源課長などを経て、1939年8月、陸軍少将に進級。
陸軍兵器本廠付を経て騎兵第4旅団長として日中戦争に出征。第6軍参謀長、陸軍機甲本部付、南東支隊長を歴任し、第8方面軍司令部付の1944年10月、陸軍中将となりラバウルで終戦を迎え、1947年11月に復員した。1948年（昭和23年）1月31日、公職追放仮指定を受けた。
南東支隊長時代、ニュージョージア島防衛の指揮を執り、よく連合軍の攻勢を持ち堪えた。アメリカ陸軍省発行『米陸軍公刊戦史』において「圧倒的劣勢であった日本軍は、4師団からなる米軍に反撃し、9400名の兵士を成功裏に退却させた。頑強な佐々木将軍は、彼の勇敢で有能な防禦の指導に対し、祖国の感謝を受けるに値している」と称えられている。